# Bardia

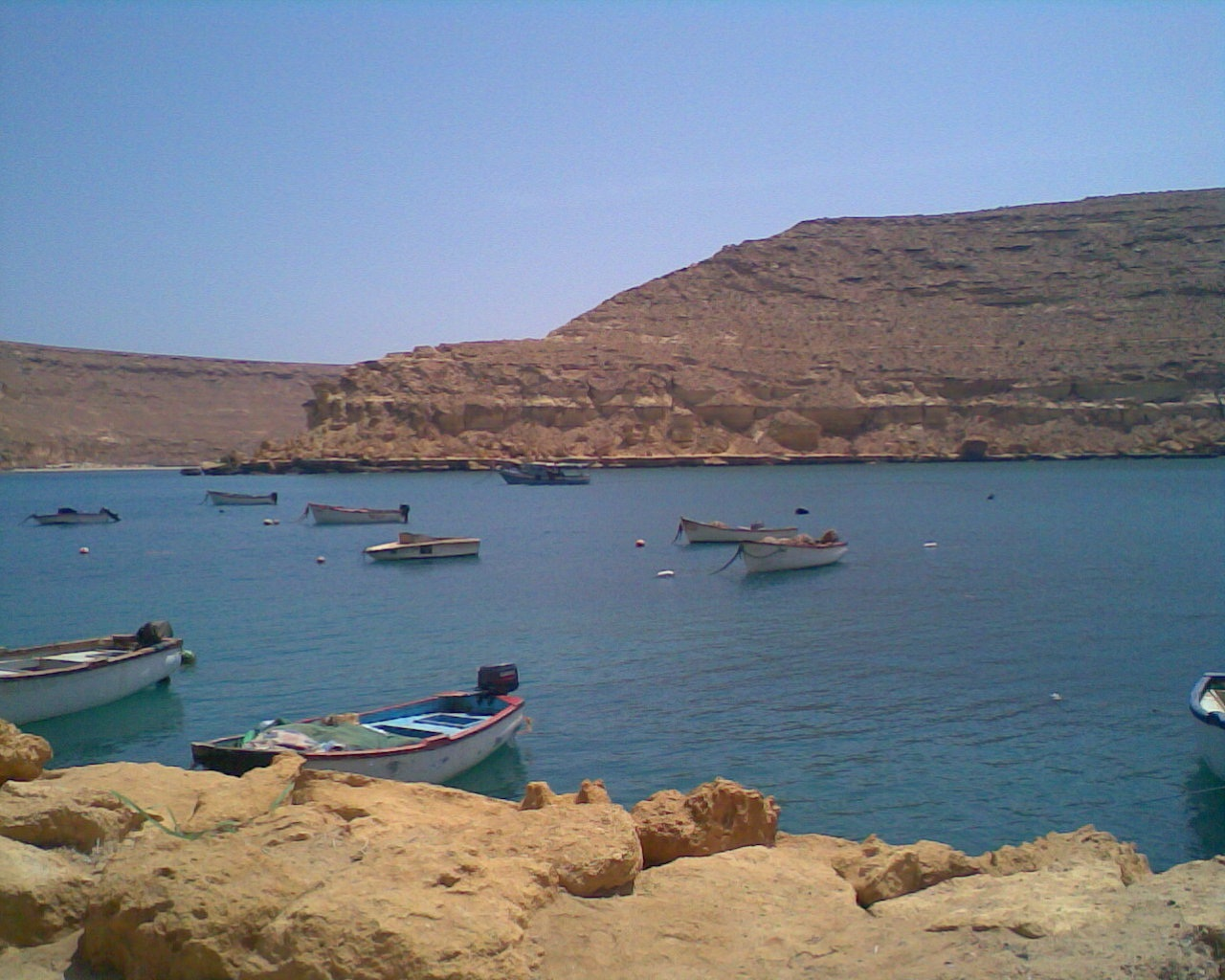
Hamnen i Bardia

Bardia är en hamnstad i nordöstra Libyen i en mycket regnfattig trakt, 10 kilometer från gränsen till Egypten.
Vid Archibald Wavells offensiv hösten 1940 under andra världskriget inringades 30.000 italienska soldater i Bardia och tvingades 5 januari 1941 att kapitulera. Den bytte under de fortsatta ökenstriderna händer flera gånger men spelade ingen avgörande roll och erövrades i november 1942 slutgiltigt av britterna.